# Hogs Mouth Rocks
Hogs Mouth Rocks är klippor i Sydgeorgien och Sydsandwichöarna (Storbritannien). De ligger i den nordvästra delen av Sydgeorgien och Sydsandwichöarna.
Terrängen runt Hogs Mouth Rocks är kuperad åt sydväst, men österut är den platt. Havet är nära Hogs Mouth Rocks norrut.  Trakten runt Hogs Mouth Rocks är nära nog obefolkad, med mindre än två invånare per kvadratkilometer. Det finns inga samhällen i närheten. 